# Torneo de Lugano 2018
El Samsung Open Presented by Corner 2018 fue un torneo de tenis femenino jugado en cancha de polvo de ladrillo al aire libre. Fue la 1.ª edición del Abierto de Lugano luego de su traslado desde Biel donde se disputó el año anterior. Es un torneo WTA International. Se llevó a cabo en el TC Luzern Lido en Lugano, Suiza, del 9 al 15 de abril.

## Distribución de puntos
| Modalidad           | Campeona | Finalista | Semifinales | Cuartos de final | 2ª ronda | 1ª ronda | Clasificadas | 2ª ronda de clasificación | 1ª ronda de clasificación |
| Individual femenino | 280      | 180       | 110         | 60               | 30       | 1        | 18           | 12                        | 1                         |
| Dobles femenino     | 280      | 180       | 110         | 60               | 1        | -        | -            | -                         | -                         |

## Cabezas de serie

### Individuales femenino
| Tenista               | Ranking | Preclasificada |
| Kristina Mladenovic   | 19      | 1              |
| Elise Mertens         | 20      | 2              |
| Carla Suárez          | 23      | 3              |
| Anett Kontaveit       | 28      | 4              |
| Svetlana Kuznetsova   | 29      | 4              |
| Alizé Cornet          | 37      | 6              |
| Mihaela Buzărnescu    | 39      | 7              |
| Aliaksandra Sasnovich | 49      | 8              |
| Alison Van Uytvanck   | 51      | 9              |

- Ranking del 2 de abril de 2018.[2]

### Dobles femenino
| Tenista                        | Ranking | Preclasificada |
| Kirsten Flipkens Elise Mertens | 75      | 1              |
| Alicja Rosolska Abigail Spears | 83      | 2              |
| Raluca Olaru Anna Smith        | 97      | 3              |
| Monique Adamczak Xenia Knoll   | 116     | 4              |

## Campeonas

### Individual femenino
Elise Mertens venció a  Aryna Sabalenka por 7-5, 6-2

### Dobles femenino
Kirsten Flipkens /  Elise Mertens vencieron a  Vera Lapko /  Aryna Sabalenka por 6-1, 6-3